# Lago Kennedy
O lago Kennedy é o maior lago da ilha de Vancouver, na Colúmbia Britânica, Canadá. 

## Descrição
Este lago encontra-se a nordeste da localidade de Ucluelet na ilha central, na costa oeste. O lago é formado principalmente pela confluência do Rio Clayoquot e do Rio Kennedy. A saída do lago é feita através de um pequeno trecho do Rio Kennedy junto a Inlet Tofino.
O lago inclui um braço extenso a norte, transformado num local de lazer, o Parque Provincial de Braço Clayoquot. A beleza natural da região levou que parte de região fosse protegida do avanço da indústria ou de outras acções transformantes do homem.  
Adjacentes a este lago encontram-se o Parque Provincial do Planalto Clayoquot, o Parque Provincial de Arm Clayoquot, o Parques Provincial do Lago Kennedy, e o Parque Provincial do Rio Bog.
O lago é um destino de lazer popular com grande procura por parte dos velejadores e pescadores.  Este lago é um importante local de desova e habitat para o salmão-vermelho entre vários outras espécies de salmão e truta.
O lago faz parte das terras ancestrais da Primeira Nação Tla-o-qui-aht, tendo o seu nome sido atribuído pelo último governador da colónia da ilha de Vancouver, Sir Arthur Kennedy.